# Campiglossa genalis
Campiglossa genalis este o specie de muște din genul Campiglossa, familia Tephritidae. A fost descrisă pentru prima dată de Thomson în anul 1869. Conform Catalogue of Life specia Campiglossa genalis nu are subspecii cunoscute.